# Otinja
Otinja (makedonski: Отиња)  je mala rijeka u istočnoj Makedoniji, koja protječe i dijeli grad Štip na dva dijela, nakon svog kratkog toka uvire u rijeku Bregalnicu kao njena lijeva pritoka. 
Rijeka izvire kod mjesta Čeprovke, ulijeva se u Bregalnicu malo dalje od Štipa, kod mjesta Isar (Novo selo).
Otinja ljeti često presuši i njezino široko korito kroz grad Štip tada je samo zelena livada, jer se njene vode uzvodno intenzivno koriste za navodnjavanje. Posljednja 3km rijeka teče kroz grad Štip kroz široko uređeno korito (obzidano kamenom), preko kojeg je podignuto nekoliko mostova (6), od kojih je najstariji srednjovjekovni Kameni most (Камен Мост).
Već od 1990-ih postoji ideja da se uzvodno izgradi brana na Otinji, kako zbog povećanja rezervi vode tako i zbog toga da se regulira njen vodotok kroz grad Štip za vršnih proljetnih voda, kad Otinja može i plaviti.